# Monofosfat de desoxiuridina
El dUMP o monofostfat de desoxiuridina és un intermediari en el metabolisme dels desoxirribonucleòtids. És l'homòleg de l'UMP (es diferencien bàsicament en l'estructura, ja que el dUMP posseeix un grup hidroxil menys a la pentosa), a partir del qual es desenvolupa tota la via metabòlica encarregada de crear les bases pirimidíniques.

## Biosíntesi i metabolisme
Als mamífers, la via de recuperació dels nucleòtids de pirimidina no existeix, de forma que s'ha de recórrer sempre a la via de síntesi, en la qual hi intervé el dUMP. Aquesta via es controla pels nivells de carbamil fosfat, i es regula mitjançant nucleòtids que inhibeixen l'activitat de la carbamil fosfat sintetasa citosòlica per retroacció.
Partint de l'UMP, mitjançant la hidròlisi d'ATP, s'incorpora un fosfat obtenint-se l'UDP. A partir d'aquest ribonucleòtid, es desenvolupen dues vies diferents; una que permetrà obtenir citosina (CTP) i l'altra la via del timina (TTP), dos dels quatre nucleòtids trifosfats que intervenen en la síntesi del DNA.
La via del CTP es basa en la incorporació d'un fosfat i, finalment, una glutamina que a través de la CTP sintetasa es transforma en glutamat, permetent la formació del CTP.
Centrant-nos en l'acció del dUMP, però, ens hem de fixar en la segona via, és a dir, la via del TTP, que és més complexa que la primera. Un cop s'ha incorporat el fosfat i s'obté l'UDP, l'enzim ribonucleòtid reductasa permet el pas d'UDP a dUDP. La tiorredoxina restaura els residus sulfhidril sobre l'enzim, de forma que el regenera per tal que sigui un enzim actiu. A partir del dUDP, s'afegeix un fosfat a través de l'ATP obtenint el dUTP. A continuació, l'enzim dUTPasa n'elimina dos fosfats i obtenim el dUMP. La forma dUMP és metilada gràcies a l'enzim timilidat sintasa, de forma que obtenim el TMP. Finalment, s'incorporen dos fosfats més a través de dos ATP i obtenim la base pirimidínica TTP.

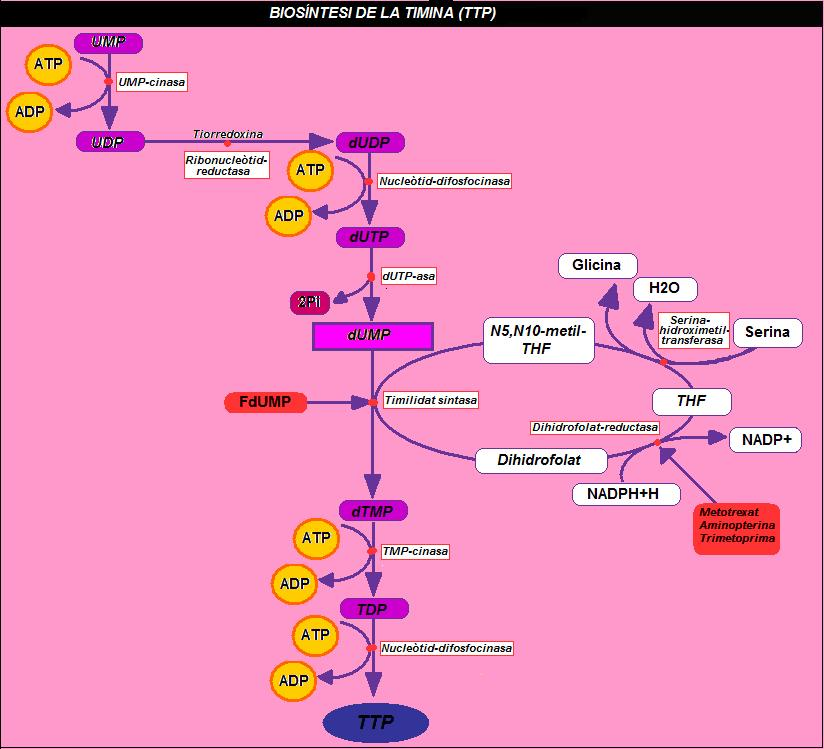
Biosíntesi de la timina

Referint-nos al grup metil incorporat al pas de dUMP a dTMP, cal dir que s'obté a través de l'N5,N10-metil-tetrahidrofolat (àcid fòlic). Aquest metabòlit cedeix un metil a l'enzim timilidat sintasa (el qual l'utilitzarà en el dUMP) i es regenera mitjançant una via secundària:

Pas de dUMP a dTMP per acció de l'enzim timidilat sintasa. L'N5,N10-metil-THF cedeix un metil a l'enzim, de forma que s'obté dihidrofolat (DHF). Per recuperar la forma inicial, en primer lloc s'oxida una molècula de NADPH gràcies a l'enzim dihidrofolat-reductasa (DHFR) per tal d'obtenir el tetrahidrofolat (THF), que és necessari perquè actua com a cofactor de la timilidat sintasa. A continuació, a través de l'enzim Serina hidroximetil transferasa, s'incorpora el grup hidroximetil al THF, obtenint finalment dos productes: la forma inicial, és a dir, la molècula de N5, N10-metil-THF, i una glicina.

Transferència del grup metil per tal de formar el dTM

el fluordesoxiuridilat o FdUMP actua com un inhibidor enzimàtic de la via de síntesi de la timina. En el cas de tenir un excés de TTP intervé en la metilació del dUMP, impedint el pas de dUMP a dTMP i, per tant, també la síntesi de TTP. Els inhibidors de la via secundària de regeneració de l'N5,N10-metil-tetrahidrofolat són el metrotexat, l'aminopterina i la trimetoprim. Si s'inhibeix aquesta via, l'enzim timilidat sintasa no pot obtenir el metil per metilar el dUMP, de manera que aquest no pot passar a la forma dTMP i, per tant, la via d'obtenció de la timidina també queda aturada.
Per altra banda, com hem pogut veure al quadre metabòlic, cal remarcar que l'UMP serveix de precursor de la resta de nucleòtids pirimidínics mitjançant una sèrie de rutes.
En l'esquema següent, també podem veure, però, que el dUMP és metabòlit d'una sèrie de reaccions:
Podem veure-hi les reaccions d'obtenció de timina (dTTP) i citosina (dCTP) explicades anteriorment, però a més a més, veiem que el dUMP participa també en una altra reacció: la reacció de síntesi de dUTP, és a dir, de l'uracil (ja que, com ja s'ha comentat abans, l'UMP és el precursor de totes les pirimidines, tot i que el dUMP participa en dues de les tres reaccions).
Com podem veure a la imatge, el dUMP es fosforila dues vegades (obté els grups fosfats de dues molècules d'ATP) i obtenim el dUTP, que és l'uracil.
Un cop formades, les pirimidines (així com les purines) s'incorporen al procés de replicació, on l'enzim DNA polimerasa les utilitzarà per formar una cadena de DNA complementària a la cadena motlle. També s'utilitzaran en la transcripció de DNA a RNA, procés que regularà l'enzim RNA polimerasa entre d'altres.

## Anomalies en la funció del dUMP
Hi ha casos en els que la replicació del DNA no es realitza correctament a conseqüència del mal funcionament de les vies de síntesis de les bases pirimidíniques. Un d'aquests casos seria la manca de la vitamina B12 a l'organisme: la vitamina B 12 participa en dues reaccions químiques essencials per l'ésser humà: la síntesi de les bases de l'ADN i la isomerització de malonil-CoA a succinil-CoA. Centrant-nos en la primera, la vitamina B12 és cofactor d'una doble via metabòlica: per una banda, actua com a receptor d'un grup metil en la reacció de desmetilació de l'àcid N5-metil-THF. Per altra banda, actua com a donador d'aquest grup metil a la reacció de metilació de l'aminoàcid homocisteina a metionina (aminoàcid necessari per al bon funcionament neurològic). Aquestes dues reaccions estan regulades per l'enzim metionina sintasa.

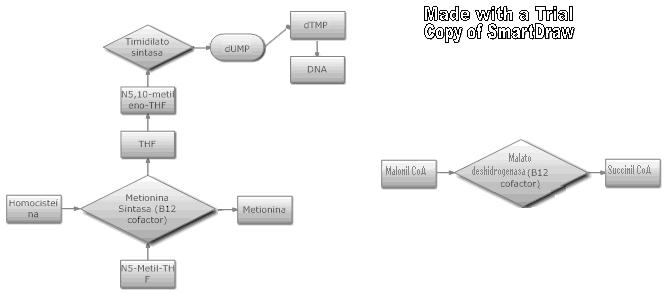
Funció de la vitamina B12 en la formació de les bases

Si no hi ha vitamina B12, aquesta doble reacció no es pot donar, de forma que la reacció es bloqueja i les conseqüències són les següents: en primer lloc, la forma N5-metil-THF s'acumula (no és funcional) i, en segon lloc, el cicle de la metionina va lent (afectant el subministrament i, per tant, el funcionament neuronal). Referint-nos al dUMP, però, ens hem de centrar en la primera conseqüència: El THF, com ja s'ha comentat, és necessari com a cofactor de l'enzim timilidat sintasa, el qual regula la transformació del dUMP a dTMP. Com a conseqüència del seu dèficit, s'alterarà la replicació del DNA, alteració que es manifestarà sobretot en teixits d'alt recanvi, com ara la medul·la òssia, alterant la formació d'eritròcits (creant-los més grans del normal) de forma que per manca de vitamina B12 ens podem trobar davant casos d'anèmies megaloblàstiques (com ara l'anèmia perniciosa).